# Đập Đồng Cam
Đập Đồng Cam là công trình thủy lợi lớn nhất tại tỉnh Phú Yên, Việt Nam. Công trình này do một kỹ sư người Pháp tên Lefevre cùng người cộng sự là kỹ sư Nordey thiết kế năm 1917, khởi công năm 1924 và hoàn thành năm 1932 với công sức của hàng vạn lao phu, công nhân địa phương và cả xương máu của hơn 50 người dân Phú yên.
Đập nối núi Trù Cát, xã Hòa Hội, huyện Phú Hòa ở bờ bắc với núi Qui Hậu, xã Sơn Thành Đông, huyện Tây Hòa ở bờ nam, đập nước dài 688 mét với hơn 2500 hạng mục lớn nhỏ, có hai kênh dẫn nước là kênh Chính Bắc và Nam tưới tiêu cho cả vùng lúa Tuy Hòa rộng 220 km²
Đồng Cam là công trình có giá trị thẩm mỹ lẫn kỹ thuật rất cao. Đập có ý nghĩa về mặt kinh tế, lịch sử cộng với cảnh quan tươi đẹp, kiến trúc độc đáo.
Hàng năm vào mùng 8 Tết Nguyên Đán có lễ hội nhằm tri ân những người đã xây dựng nên đập, thu hút rất đông du khách gần xa đến tham quan, du ngoạn xuân.

## Tai nạn xây dựng
Vào ngày 1-9-1929, vào mùa mưa lũ phía thượng nguồn sông Ba, do bất cẩn, một chiếc thuyền chở công nhân qua sông đã bị lật úp khiến 52 công nhân tử nạn. Tên tuổi của họ hiện được người dân lập bia thờ cúng chung trên đỉnh núi Trù Cúc gần với công trình đầu mối, cùng với 2 công nhân khác cũng tử nạn trong lúc đắp đê, bắn mìn.